# Liliane Maestrini
Liliane Maestrini (ur. 26 października 1987 w Vitória) – brazylijska siatkarka plażowa, brązowa medalistka Mistrzostw Świata z 2013 roku w parze z Bárbarą Seixas. W 2015 roku wzięła udział w turnieju siatkówki plażowej z Caroliną Hortą, z którą zajęła trzecie miejsce. W 2007 roku zdobyła złoty medal tytuł Mistrzostw Świata do lat 21.
Życie prywatne
W sierpniu 2013 roku poślubiła inną siatkarkę plażową, Larisse França.